# Sakutarō Hagiwara
Sakutarō Hagiwara (萩原 朔太郎 Hagiwara Sakutarō?,  Maebashi, prefectura de Gunma; 1 de noviembre de 1886 – Tokio; 11 de mayo de 1942) fue un escritor japonés de versos libres, de la era Taishō y Shōwa. Fue el iniciador del verso libre en Japón, liberando de las reglas tradicionales de la poesía japonesa, y es considerado el “padre de la poesía coloquial moderna en Japón”. Publicó numerosos ensayos, críticas culturales y literarias, y aforismos sobre su carrera.

## Primeros años
Nació en Maebashi, prefectura de Gunma y fue hijo de un médico local. Se interesó en la poesía, especialmente en el tanka; y comenzó a escribir poesías, a pesar de su contrariedad a los deseos de sus padres. En su juventud, comenzó a contribuir poemas a diversas revistas, publicando sus versos tanka en las revistas literarias Shinsei y Myōjō.
Luego de estar de manera inútil cinco semestres consecutivos como un estudiante de primer año en dos universidades nacionales, fue expulsado de la escuela. En 1911, cuando su padre intentó ingresarlo a la universidad nuevamente, Sakutarō comenzó a estudiar el mandolín en Tokio, con el fin de convertirse en un músico profesional. Posteriormente fundó una orquesta de mandolín en su ciudad natal.

## Carrera literaria
En 1913, publicó cinco de sus versos en Zamboa, una revista editada por Kitahara Hakushū, quien se convirtió en su mentor y amigo. También publicó algunos versos en la revista Shiika de Maeda Yugure y en Chijō Junrei, otra revista creada por Hakushū. Al año siguiente, se unió con Murō Saisei y con el ministro cristiano Yamamura Bochō para crear el grupo Ningyo Shisha, dedicado al estudio de la música, poesía y religión. Los tres escritores también crearon una revista literaria llamada Takujō Funsui, y publicaron su primera edición en 1915.
Hacia 1916, Hagiwara cofundó con Murō Saisei la revista literaria Kanjō y al año siguiente publicó su primera colección de versos libres, Tsuki ni Hoeru, con una introducción de Kitahara Hakushū. Este trabajo creó una sensación en los círculos literarios. Hagiwara rechazó el simbolismo y el uso de palabras inusuales, con la consecuente vaguedad de Hakushū y de otros poetas contemporáneos que pedían la precisión en la redacción y ritmo o musicalidad a los oídos.
Posteriormente escribió antologías adicionales, incluyendo Aoneko en 1923 y Hyōtō en 1924; y volúmenes de críticas culturales y literarias. También fue un estudioso del verso clásico y publicó Shi no Genri en 1928.
Su estudio crítico Ren’ai meika shu de 1931, muestra su profunda apreciación a la poesía clásica japonesa y en Kyōshu no shijin Yosa Buson de 1936, revela su respeto al poeta de haiku Yosa Buson, quien abogaba por el retorno de las reglas poéticas del siglo XVII de Matsuo Bashō.
Su estilo de verso expresaba sus dudas acerca de la existencia, y sobre sus miedos, tedios e ira a través del uso de imágenes oscuras y redacción ambigua.

## Vida personal

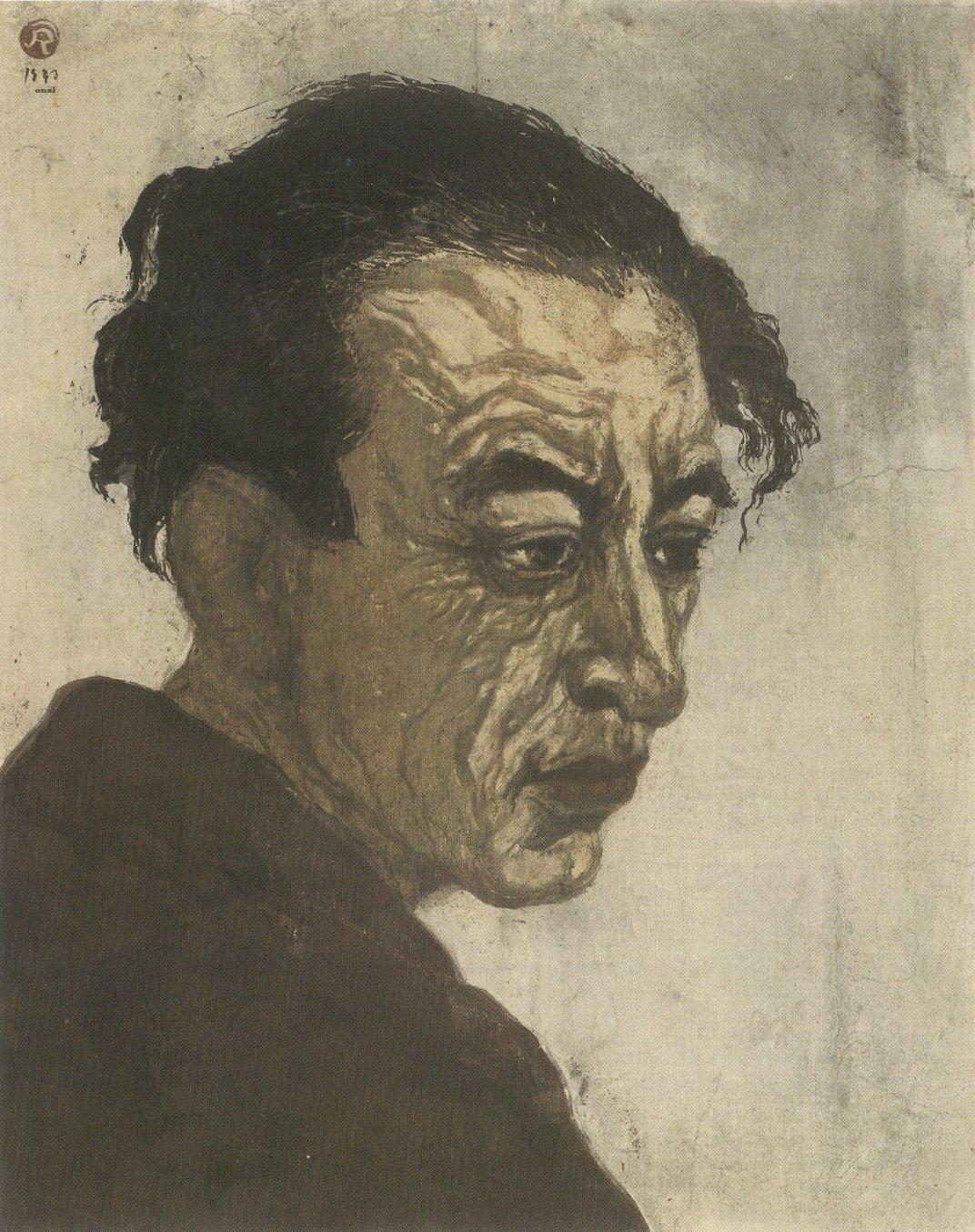
Retrato de Hagiwara Sakutarô', grabado en madera de Kōshirō Onchi, 1943, primera edición, Museo Nacional de Arte Moderno, Tokio.

Hagiwara contrajo matrimonio con Ueda Ineko en 1919; tuvo dos hijas, Yōko (1920 – 2005) y Akirako (1922 - ). Ineko abandonó a su familia en junio de 1929 y huyó a Hokkaido con un hombre joven; Sakutarō se divorció formalmente en octubre del mismo año.
Nuevamente se casó en 1938 con Otani Mitsuko; pero dieciocho meses después, la madre de Sakutarō, que no registró el matrimonio en el registro familiar, la echó de la familia.
Luego de seis meses de una lucha con un aparente cáncer de pulmón, en la que los doctores le diagnosticaron una neumonía aguda, murió en mayo de 1942.